# Вил Витон
Вил Витон (енгл. Wil Wheaton; 29. јул 1972) је амерички глумац, блогер и сценариста познат по улогама Веслија Крашера у серији Звездане стазе: Следећа генерација, Гордија Лаченса у драми Остани уз мене, Џоија Трота у филму Оловни војници, а такође глуми фикционализовану верзију себе у неколико епизода ситкома Штребери.